# Leucochrysa (Nodita) nictheroyana
Leucochrysa (Nodita) nictheroyana is een insect uit de familie gaasvliegen (Chrysopidae), die tot de orde netvleugeligen (Neuroptera) behoort. De soort komt voor in Brazilië.